# Dasypolia quinta
Dasypolia quinta är en fjärilsart som beskrevs av Ramon Agenjo Cecilia 1945. Dasypolia quinta ingår i släktet Dasypolia och familjen nattflyn. Inga underarter finns listade i Catalogue of Life.